# Оуайн Белозубый
Оуайн Белозубый (Оуайн ап Эйнион; валл. Owain Danwyn или валл. Owain Ddantgwyn) — правитель Роса (около 500—517/520), суб-королевства, вассального по отношению к Гвинеду.

## Биография
Сын короля Эйниона ап Кунеды, Оуайн вступил на престол Роса либо незадолго до, либо сразу после победы бриттов над англосаксами в битве на горе Бадон (ориентировочная дата которой находится в промежутке между 490 и 520 годами). Таким образом, его правление приходится на период относительного мира в Британии. Не сохранилось данных, говорящих о его участии в вышеупомянутой битве.
Оуайн имел ослепительно белые зубы. Очевидно, для Средневековья это было большой редкостью и заметной отличительной чертой. После смерти отца Оуайн получил во владение восточную часть Гвинеда, где основал королевство, условно называемое историками Рос. Он жил в мире со старшим братом Кадваллоном Длинноруким. 
Грэхам Филиппс и Мартин Китман в своей книге «Король Артур: правдивая история» (1992) выдвинули версию о том, что Оуайн или его сын Кинлас был королём Артуром. Его столицей был город Дин-Арт, который буквально переводится как «Город Медведя», а имя Артур считается образовавшимся от слога «Арт».
Из труда Гильды также возник вопрос о преемнике Кадваллона. Генеалогические таблицы Гвинедской династии знают за последним Майлгуна, в то же время указанное сочинение говорит, что Майлгун занял трон, убив своего дядю. Никаких точных сведений о личности этого дяди нет, кроме того, многие специалисты скептически относятся к сообщению Гильды. Другие предполагают в этом наследнике брата Кадваллона, Оуайна Белозубого.
Возможно также, что жена Кадваллона, брата Оуайна, Медив верх Майлдав, имела сексуальную связь с Оуайном. Таким образом Майлгун Высокий, возможно, мог быть сыном Оуайна. Так или иначе, в 517 или в 520 году Оуайн и Майлгун поссорились. В Гвинеде началась междоусобица, в результате которой Оуайн погиб. Всё это отражает легендарную историю о войне короля Артура с Мордредом.
Оуайну наследовал его сын Кинлас Рыжий.
Входе многочисленнейших войн Оуайну в своё время удалось вышвырнуть англо-саксов к востоку от Северн. Согласно Филлипсу и Китману, «Артур» был почетным титулом Оуайна, означавшим «Медведь», а его столицей был Вирокониум в Шропшире.